# Лејк Дејлкарлија (Индијана)
Лејк Дејлкарлија (енгл. Lake Dalecarlia) насељено је место без административног статуса у америчкој савезној држави Индијана.

## Демографија
По попису из 2010. године број становника је 1.355, што је 70 (5,4%) становника више него 2000. године.
| Група             | 2000.         | 2010.         |
| Белци             | 1.236 (96,2%) | 1.293 (95,4%) |
| Афроамериканци    | 5 (0,4%)      | 3 (0,2%)      |
| Азијати           | 1 (0,1%)      | 1 (0,1%)      |
| Хиспаноамериканци | 30 (2,3%)     | 46 (3,4%)     |
| Укупно            | 1.285         | 1.355         |